# Джованні Баттіста Нальдіні

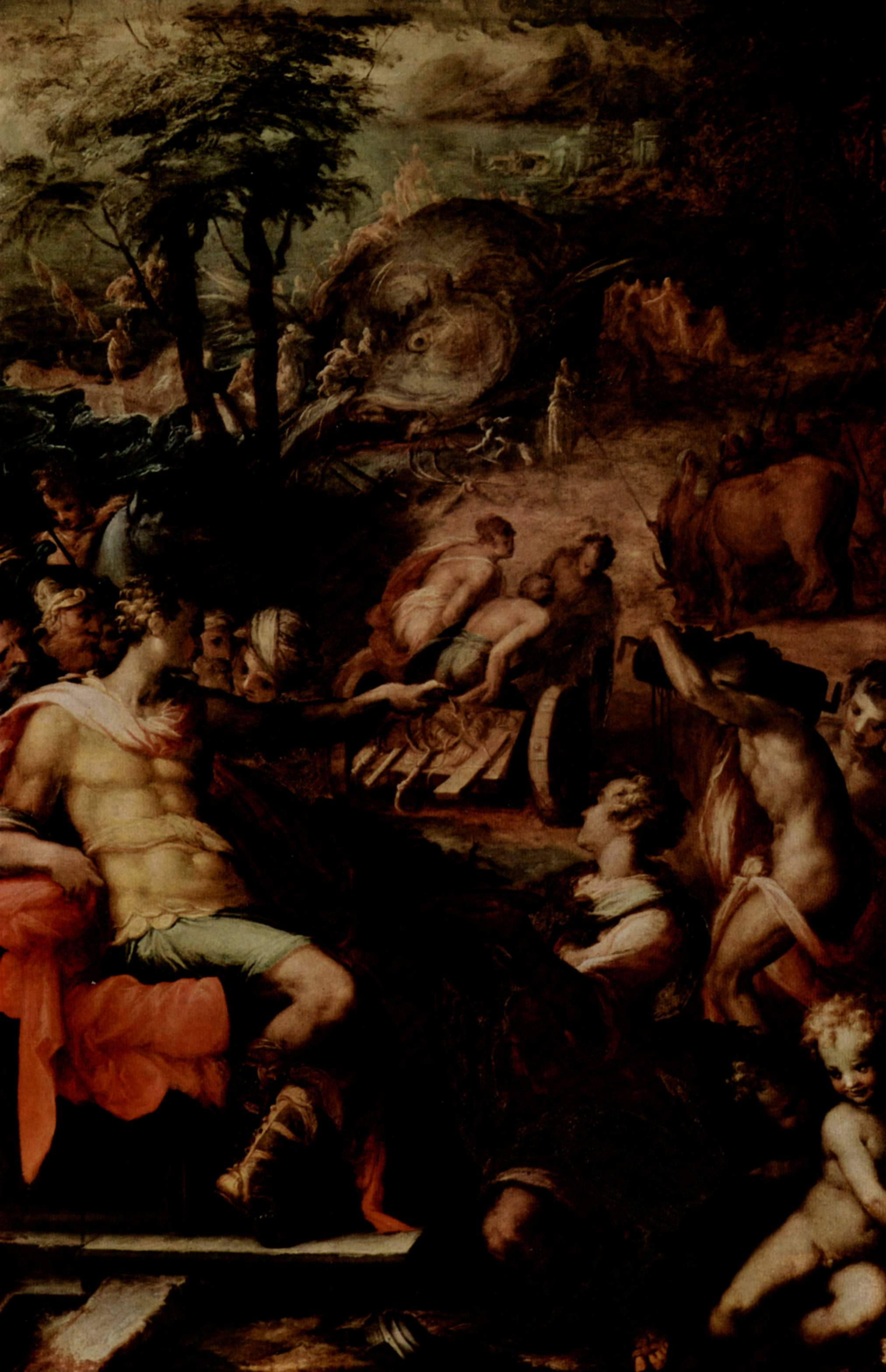
Джованні Баттіста Нальдіні. «Збір амбри» (1570—1573)

Джованні Баттіста Нальдіні (італ. Giovanni Battista Naldini; 1535—1591) — італійський художник пізнього маньєризму, працював у Флоренції.

## Біографія
Почав навчання в майстерні Якопо Понтормо (1549—1557). Він поїхав з Риму на кілька місяців після 1560 року, а в 1562 році був прийнятий на роботу до Джорджо Вазарі. Він написав два багатолюдних маньєристичних полотна для кабінету Франческо I у Палаццо Веккйо: «Алегорія снів» (італ. Allegoria dei sogni) і «Збір амбри» (італ. Raccolta dell’Ambracane).
Він працював над вівтарями церков Санта Марія Новелла і Санта Кроче. Він написав вівтарний образ «Покликання святого Матвія» для каплиці Сальвіаті в Сан-Марко, де працював разом з Франческо Морандіні. Зрештою, Фрідберг (англ. Freedberg) описує його стиль як такий, що віддалено походить від стилю Андреа дель Сарто, що підтверджувалося також двома наставниками Нальдіні та учнями Сарто: Понтормо та Вазарі. Серед учнів Нальдіні були Франческо Курраді, Козімо Ґамберучі і Козімо Дуті.
Нальдіні написав цикл фресок про святого Івана Хрестителя в каплиці святого в церкві Трініта-деї-Монті в Римі в 1580 році. Каплиця, яку додали до оригінальної церкви під час робіт для нового фасаду, зведена в 1570 році архітектором Джованні Антоніо Дозіо. У 1573 році флорентійський банкір Джованні Баттіста Альтовіті отримав патронат і присвятив каплицю св. Івану Хрестителю, покровителю свого міста. Приблизно в 1580 році Джованні Баттіста Нальдіні створив фрески, які добре збереглися.

## Виноски
1. ↑  Fontana M. V. Dizionario Biografico degli Italiani — 2012. — Vol. 77.
2. ↑  Giovan Battista Naldini
3. ↑  Національний музей Швеції — 1792.
4. ↑  RKDartists
5. ↑  Ticozzi, Stefano (1818). Dizionario degli architetti, scultori, pittori, intagliatori in rame ed in pietra, coniatori di medaglie, musaicisti, niellatori, intarsiatori d'ogni etá e d'ogni nazione (Volume 1). Vincenzo Ferrario, Milan. с. 221.